# Garden (Michigan)
Garden è un villaggio degli Stati Uniti d'America, situato nello Stato del Michigan, nella contea di Delta.